# Ulf Sinnerstad
Ulf Erik Sinnerstad, född 13 november 1923 i Stockholm, död 5 mars 2017, var en svensk astronom. Han har bland annat varit verksam vid Stockholms Universitets observatorium i Saltsjöbaden. 
Sinnerstad blev tidigt anlitad som fackgranskare av översättningar. Hans lärobok (1985) används fortfarande delvis i undervisningen i Etnoastronomi och Astronomiska världsbildens utveckling vid Stockholms observatorium vid Albanova. Han lanserade 2006 en filosofisk exposé om människans roll och framtid i teknikens tidevarv.